# Claude Montmarquette
Pour les articles homonymes, voir Montmarquette.
Claude Montmarquette, C. M., né à Montréal le 20 décembre 1942, et mort le 8 septembre 2021 dans la même ville, est un économiste québécois. 
Il enseigne à l'Université de Montréal pendant plusieurs décennies. 

## Biographie
Claude Montmarquette a étudié à l'Université de Montréal où il a obtenu un baccalauréat et une maîtrise en science économique et détient une maîtrise et un Ph.D. à l'Université de Chicago. 
Claude Montmarquette est chercheur au Centre inter-universitaire de recherche en analyse des organisations (CIRANO) et au Centre de recherche en développement économique. 
Il est membre de la société royale du Canada depuis 1998, il s'intéresse notamment à l'économie expérimentale et à l'économétrie appliquée. 
En 2005, il a signé le manifeste Pour un Québec lucide.
Il est titulaire de la chaire Bell-Caisse de dépôt et placement en Économie expérimentale de l'Université de Montréal de 2005 à 2012. 
En 2010, il est élu à l’Académie des Grands Montréalais. 
À la suite de cela, il est élu membre de l’Ordre du Canada en 2012.
En 2013, il est récipiendaire d’un doctorat honoris causa en droit de l’Université McGill.

## Articles
- 2005 : Fiscalité et offre de travail : une étude expérimentale (avec Louis Lévy-Garboua et D. Masclet), Économie et Prévision[5].
- 2006 : Aspiration Levels and Educational Choices : an Experimental Study (avec Louis Lévy Garboua et L. Page), volume 26, Issue 6, décembre 2007, pages 747-757[6].
- 2006 : Responsabilité individuelle et fiscalité (avec Louis Lévy-Garboua et M. C. Villeval), Économie et Prévision, 2006, (en) Aspiration Levels and Educational Choices : an Experimental Study (avec L. Page et C. Montmarquette), Economics of Education Review[7].